# Rothschildia sinjaevorum
Rothschildia sinjaevorum is een vlinder uit de onderfamilie Saturniinae van de familie nachtpauwogen (Saturniidae).
De wetenschappelijke naam van de soort is voor het eerst geldig gepubliceerd door Ronald Brechlin & Frank Meister in 2013.

## Type
- holotype: "male. 7-8.XII.2010. leg. V. & S. Sinjaev(a). Barcode: BC-RBP 7024"
- instituut: MWM, München, Duitsland
- typelocatie: "Peru, Cusco Dept., 10 km. N of Marcapata, 13°25.0'S, 70°54.3'W, 1270 m"